# Miagrammopes raffrayi
Miagrammopes raffrayi là một loài nhện trong họ Uloboridae.
Loài này thuộc chi Miagrammopes. Miagrammopes raffrayi được Eugène Simon miêu tả năm 1881.